# 艾梅爾美洲鱥
艾梅爾美洲鱥（學名：Notropis imeldae），為輻鰭魚綱鯉形目雅羅魚科的其中一種，僅分布於墨西哥淡水流域，生活習性不明。